# Stereotomy
Stereotomy ist das neunte Studioalbum von The Alan Parsons Project, das im November 1985 veröffentlicht wurde und in Deutschland ab Dezember 1985 erhältlich war.
Obwohl es musikalisch oft besser als sein Vorgänger Vulture Culture bewertet wurde, war es kommerziell nicht so erfolgreich. Ein Grund könnte der geringere Gesangsanteil von Eric Woolfson sein (er singt lediglich einen kurzen Abschnitt auf dem Titeltrack des Albums). Das Album ist anders als frühere Alben von Alan Parsons Projects strukturiert: Es enthält drei lange Stücke und zwei einminütige Songs am Ende. Es ist eine vollständig digitale Produktion und sowohl die LP- als auch die CD-Veröffentlichungen wurden mit dem Zwei-Kanal-Ambisonic UHJ Format kodiert.
„Stereotomie“ ist ein Begriff aus der räumlichen Geometrie und beschreibt den Durchschnitt von Oberflächen geometrischer Körpern, insbesondere den sogenannten Steinschnitt, der bei Gewölbekonstruktionen zur Anwendung kommt. Inspiriert von Edgar Allan Poes „Der Doppelmord in der Rue Morgue“ steht er hier als Metapher für die Art und Weise, wie Prominente (Sänger, Schauspieler etc.) durch ihre Berühmtheit „geformt“ werden.
Trotz des kommerziellen Misserfolges wurde das Lied Where's the Walrus im Jahr 1987 für den Grammy in der Kategorie „Bestes Rock-Instrumental-Stück“ nominiert. Aus dem Repertoire schaffte es das Lied Limelight nicht nur in das Live-Programm, sondern auch auf die Kompilation Best of Alan Parsons Live.

## Stücke
Alle Stücke wurden von Alan Parsons und Eric Woolfson geschrieben.

### Seite eins
1. Stereotomy – 7:18
2. Beaujolais – 4:27
3. Urbania – 4:59
4. Limelight – 4:39

### Seite zwei
1. In The Real World – 4:20
2. Where's The Walrus? – 7:31
3. Light of the World – 6:19
4. Chinese Whispers – 1:01
5. Stereotomy Two – 1:21

Stereotomy wurde remastered und im Jahr 2008 mit folgenden Zusatzstücken neu veröffentlicht:
1. Light Of The World (backing track)
2. Rumour Goin’ Round (demo)
3. Stereotomy (Eric Woolfson guide vocal)
4. Stereotomy (backing rough mix)

## Gastmusiker
Alan Parsons scharte viele seiner Freunde und Schützlinge um sich. Als Sänger fungierten sein engster Weggefährte Eric Woolfson, seine Entdeckung John Miles, der schon auf Parsons’ Vorgänger-Alben vertreten war, ebenso wie Chris Rainbow, ferner Steven und Graham Dye, die unter seinen Tontechnikkünsten in den Abbey Road Studios aufgenommen hatten. Procol-Harum-Gründer Gary Brooker komplettierte die Sängerriege. David Paton am Bass und Ian Bairnson an der Gitarre stammten aus der Band Pilot, der Parsons 1974 zum Welterfolg verholfen hatte. Schlagzeuger Stuart Elliott hatte mit den Parsons-Vertrauten Paul McCartney und Al Stewart gearbeitet. Die verschiedenen Tasteninstrumente wurden von Parsons und Woolfson bedient, weitere von Richard Cottle, der auch Saxophon spielte, was er beides schon auf Vulture Culture getan hatte. Abgerundet wurde das Klangbild durch das Londoner Philharmonia Orchestra.

## Artwork
Außer der Hintergrundfarbe Braun wurden für Motiv und Schrift lediglich die Farben Hellblau und Rot verwendet, wobei das Plattencover erst durch die es umhüllende Plastikfolie „lesbar“ wird. Die Folie ist in der Art einer weiteren Hülle über das Cover gestülpt. Sie ist auf der einen Seite blau, auf der anderen rot, und kann gewendet werden, wodurch jeweils die „andere“ Farbe abgedeckt wird und sie so die Funktion eines Farbtonfilters übernimmt. Die „übrig bleibende“ Farbe lässt die (im folienlosen Zustand chaotisch erscheinende) Information erkennen. Das Inner Sleeve ist ein handelsübliches neutral-weißes. Das Label auf der Schallplatten-A-Seite wiederholt die ungefilterte, daher zweifarbige, Abbildung des Hüllenmotivs, das einem Rorschachtest ähnelt und dämonenartig wirkt, während auf dem Label der B-Seite ohne Folienverwendung lesbare Inhalts- und Produktionsangaben in blauer Schrift auf braunem Grund abgedruckt sind.
Idee und Ausführung stammen von Andrew Ellis und seinem Assistenten Colin Chambers. Der Grafikdesigner Ellis hatte bei der berühmten Firma Hipgnosis, die für Pink Floyd spektakuläre Coverabbildungen geschaffen hatte, angefangen und führte von 1982 bis 1989 seine eigene auf Tonträgergestaltungen spezialisierte Firma Icon Communications in London und Los Angeles. Aufgrund seiner Erfahrung in diesem Bereich, war er an Buchpublikationen über Plattencover beteiligt. Colin Chambers hatte vorher bereits das Cover zu Eye in the Sky mitgestaltet.

## Sonstiges
Die LP Stereotomy taucht sehr kurz in dem Film The Big Lebowski auf, als Maude dem Dude sagt, er soll sich ihre LPs ansehen.